# 董卜韓胡宣慰司
董卜韓胡宣慰司是明朝藏区土司机构名称。
永乐十三年（1415年）六月设置，治所在今四川省大小金川境内。永乐九年（1411年），酋长南葛派使者朝贡，以答隆蒙、碉门两个招讨司，多次侵扰自己，阻碍道路，请求讨伐，明朝廷不许。建立宣慰司之后，明成祖让南葛为宣慰使，赐给银印冠带袭衣。为此，亲自到京城朝贡。永乐十六年（1418年）九月，又派头目禳儿进贡谢恩，请赐佛像佛经，明成祖都应允。宣德五年（1430年）九月，南葛派儿子奔卜喇嘛贾恩叭僧结进贡马匹和方物，奏请退休，以长子领僧人，次子治百姓。明宣宗采纳，让他的长子班丹也失为喇嘛，次子克罗俄监灿代为宣慰使。正统三年（1438年），明英宗赐给克罗俄监灿诰命、冠带，正式就任宣慰使。命班丹也失为妙智通悟国师。正统七年（1442年），克罗俄监灿派人入朝，求封王爵，明英宗拒绝升任他为镇国将军都指挥使同知，掌宣慰司使，给诰命。景泰三年（1452年），进克罗俄监灿为都指挥使。他派人馈赠四川巡抚李匡金珀、银翠，求御制大诰和周易、尚书、毛诗、小学、方舆胜览、成都记等。朝廷同意按唐朝赐给吐蕃毛诗、春秋的例子，同意他的申请。景泰六年（1455年），克罗俄监灿去世，子札巴坚灿藏卜袭职。被任命为都督同知。天顺元年（1457年），奏请封王，赐金印，明英宗不从。进秩都指挥使。成化六年（1470年），札巴坚灿藏卜去世，子绰吾结言千袭职。弘治二年（1489年）九月，绰吾结言千子日墨札思巴旺丹巴藏卜派遣国师、禅师等朝贡珊瑚树、盔甲，说父亲绰吾结言千已死，请求袭职。获准。弘治九年（1496年），日墨札思巴旺丹巴藏卜卒，子喃呆袭职。弘治十六年（1503年），派国师入贡，赐袭职诰命。不久，喃呆卒，子容中短竹袭职，在嘉靖七年（1528年）入贡，明朝准许他比年一贡。到天启六年（1626年），朝贡不绝。